# Ritter Sport

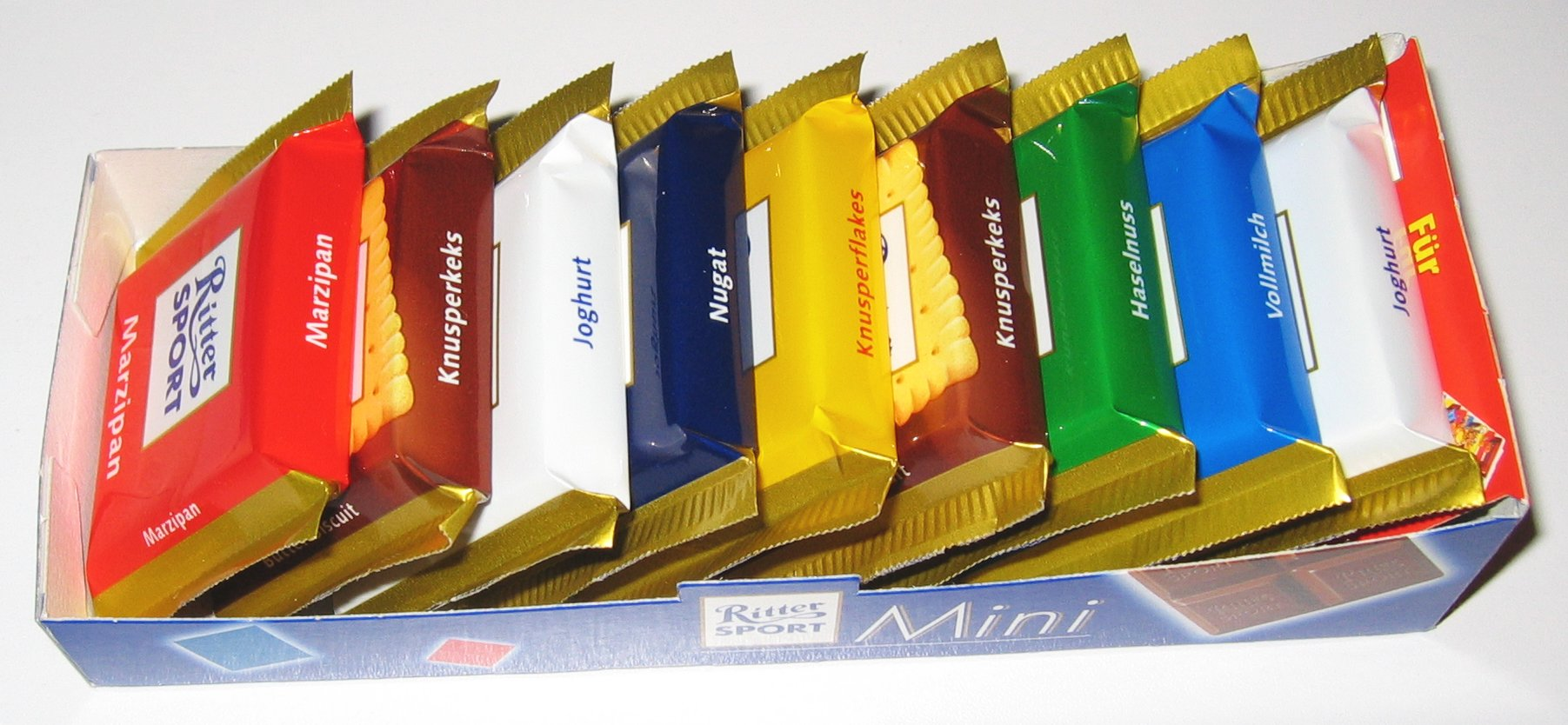
Las mini tabletas de Ritter Sport.

Alfred Ritter GmbH & Co. KG, más conocido como Ritter Sport es un fabricante alemán de chocolates.

## Historia
En 1912, Alfred y Clara Ritter fundan la empresa de chocolates y confitería Alfred Ritter Cannstatt, en la región de Baden-Wurtemberg, en Alemania. En 1919, la empresa se traslada a Bad Cannstatt y lanza al mercado su propia marca de chocolates: Alrika (Alfred Ritter Kannstatt). La empresa cuenta entonces con unos 40 empleados. En 1930, la empresa se traslada de nuevo para asentarse en Waldenbuch. En 1932 nace la famosa tableta de chocolate cuadrada de 100 g, ideada por Clara Ritter.
Debido a la Segunda Guerra Mundial la producción se reduce en 1939, y se paraliza totalmente en 1940. No sería hasta 1946 que se retoma la producción y 4 años más tarde, en 1950, se restituye totalmente la gama de productos. En 1952, Alfred Otto Ritter, hijo de Alfred Ritter, se hace cargo de la empresa tras la muerte de este último.
En 1954, la firma, que ya contaba con 100 empleados alcanza una producción diaria de 4 toneladas de chocolates en tabletas. En 1959 es Clara Ritter la que fallece a los 82 años de edad.
En 1970, gracias a una fuerte campaña televisiva, Ritter Sport es conocida en toda Alemania. Es entonces cuando aparece el eslogan Quadratisch. Praktisch. Gut. (Cuadrado. Práctico. Bueno). En 1972 la empresa alcanza una cifra de negocios de 100 millones de marcos alemanes. En 1974 se introduce otra novedad, según la variedad del chocolate, se utiliza un envoltorio de color diferente. En 1982 se introducen en el mercado las mini tabletas Ritter Sport. En 1987 la empresa alcanza los 400 millones de marcos y cuenta con 710 empleados.
En 2001 se abre el museo del chocolate, en donde los visitantes se pueden informar sobre la fabricación del chocolate, así como la historia de la casa Ritter Sport.

## Criticada
Después de la invasión rusa de Ucrania en 2022, la empresa recibió críticas por continuar con sus negocios en Rusia. El mercado ruso representa aproximadamente el 7% de la facturación de la empresa. El CEO Andreas Ronken señaló que 200 empleos en Alemania dependían del negocio en Rusia, y que la venta también era importante para los agricultores de cacao en África Occidental, América Central y América del Sur, quienes perderían su sustento. Sin embargo, las inversiones y actividades de marketing en Rusia fueron detenidas. Ritter Sport afirma que está donando las ganancias de su negocio en Rusia a Ucrania.